# Station Dronryp
Station Dronryp is het spoorwegstation van het Friese Dronrijp aan de spoorlijn Harlingen – Leeuwarden. Het station werd geopend op 27 oktober 1863. Het station is voorzien van een enkel eilandperron met erbuiten een kaartautomaat.
Het station ligt in de buurtschap Hatsum, ten zuiden van de woonkern van het dorp Dronrijp, even ten noorden van Baijum.
Opmerkelijk is, dat voor dit station tot 13 december 2015 de naam Dronrijp werd gebruikt, terwijl de officiële spelling van de plaats al in 2010 gewijzigd is in Dronryp (de Friestalige benaming van Dronrijp). Op 13 december 2015 is de naam van dit station alsnog gewijzigd in station Dronryp.

## Afbeeldingen

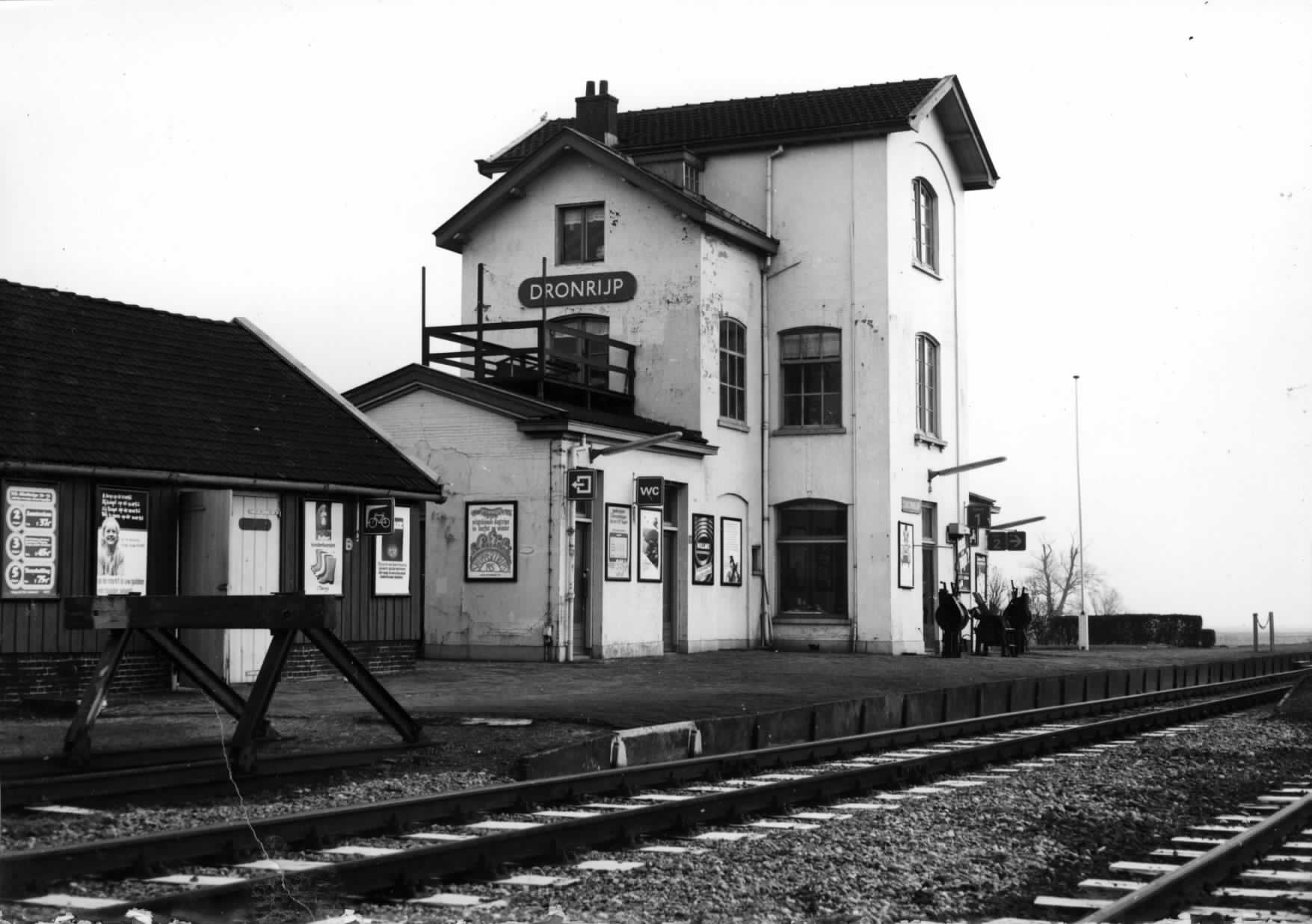
Het oude stationsgebouw (1971)
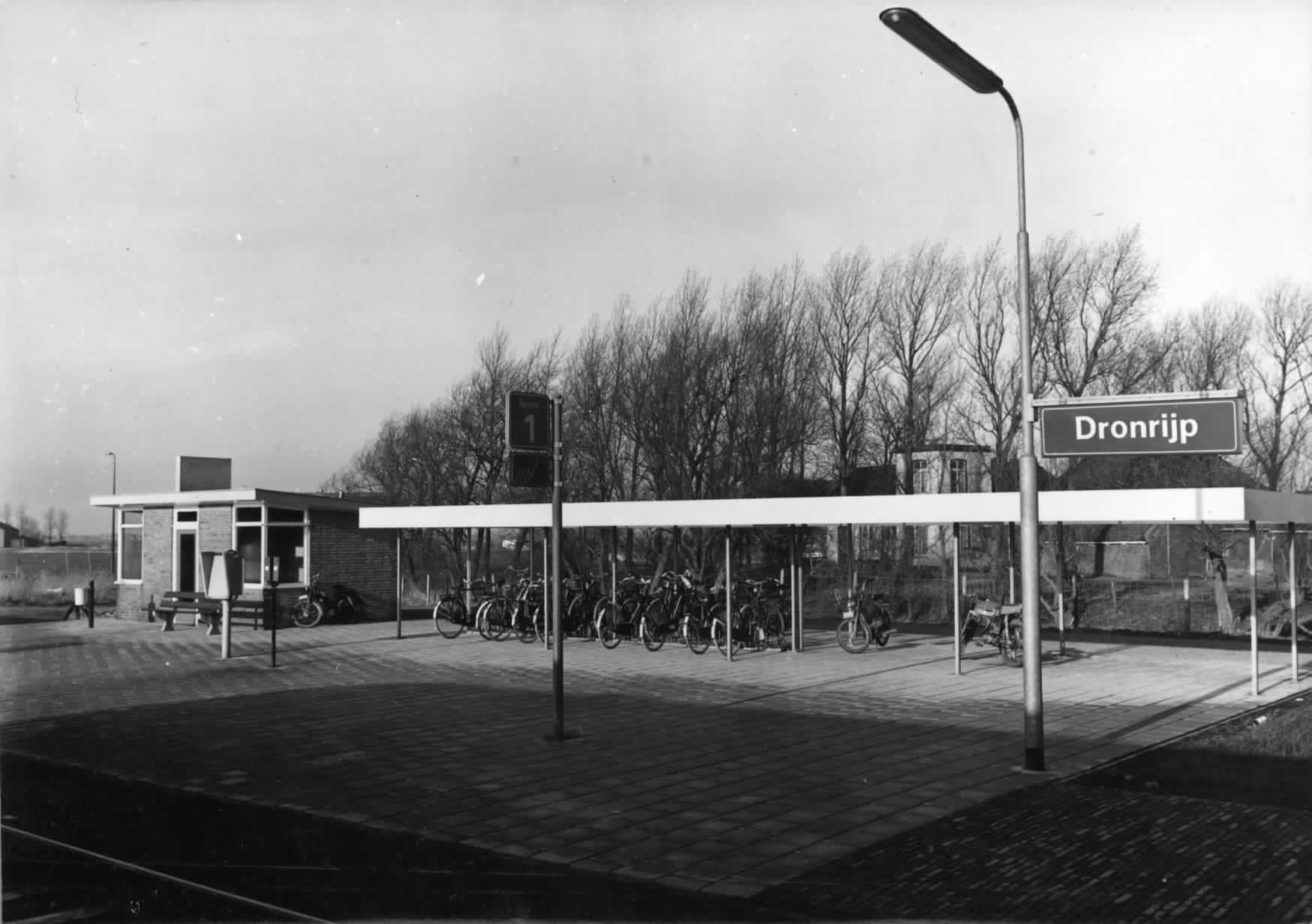
Het station in 1975
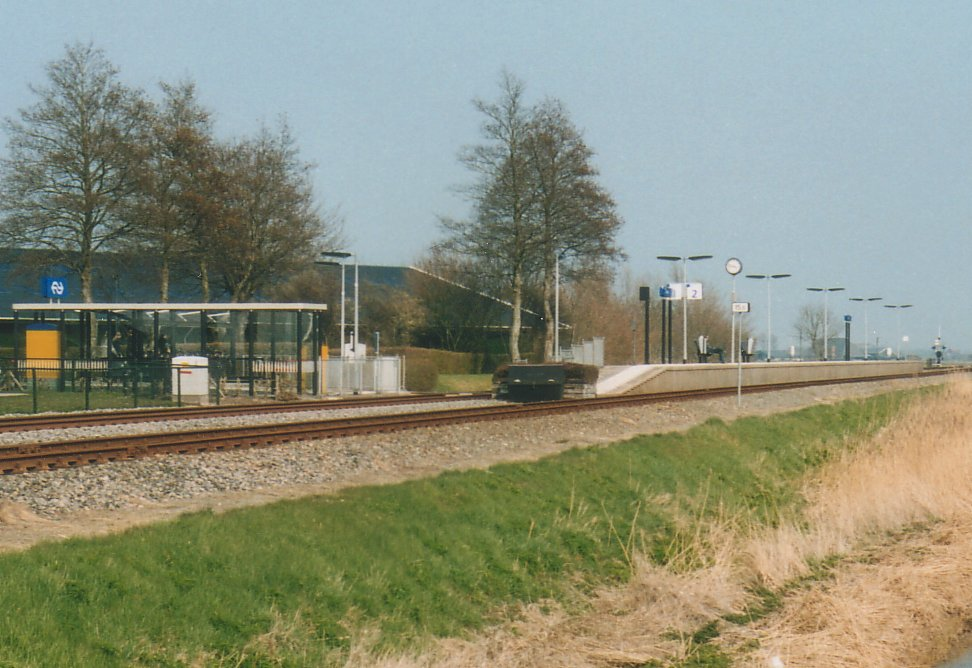
Station Dronrijp/Dronryp in 2003
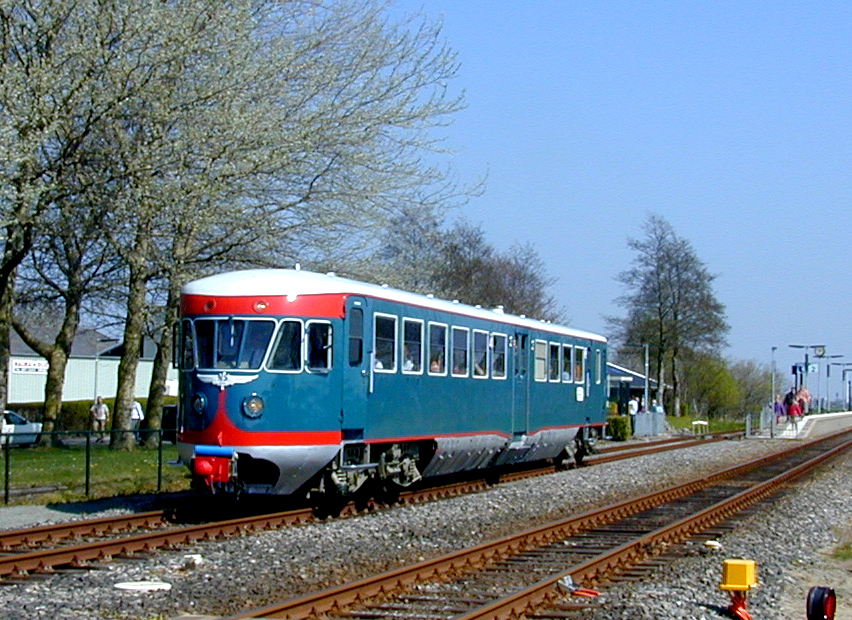
Blauwe Engel bij het station
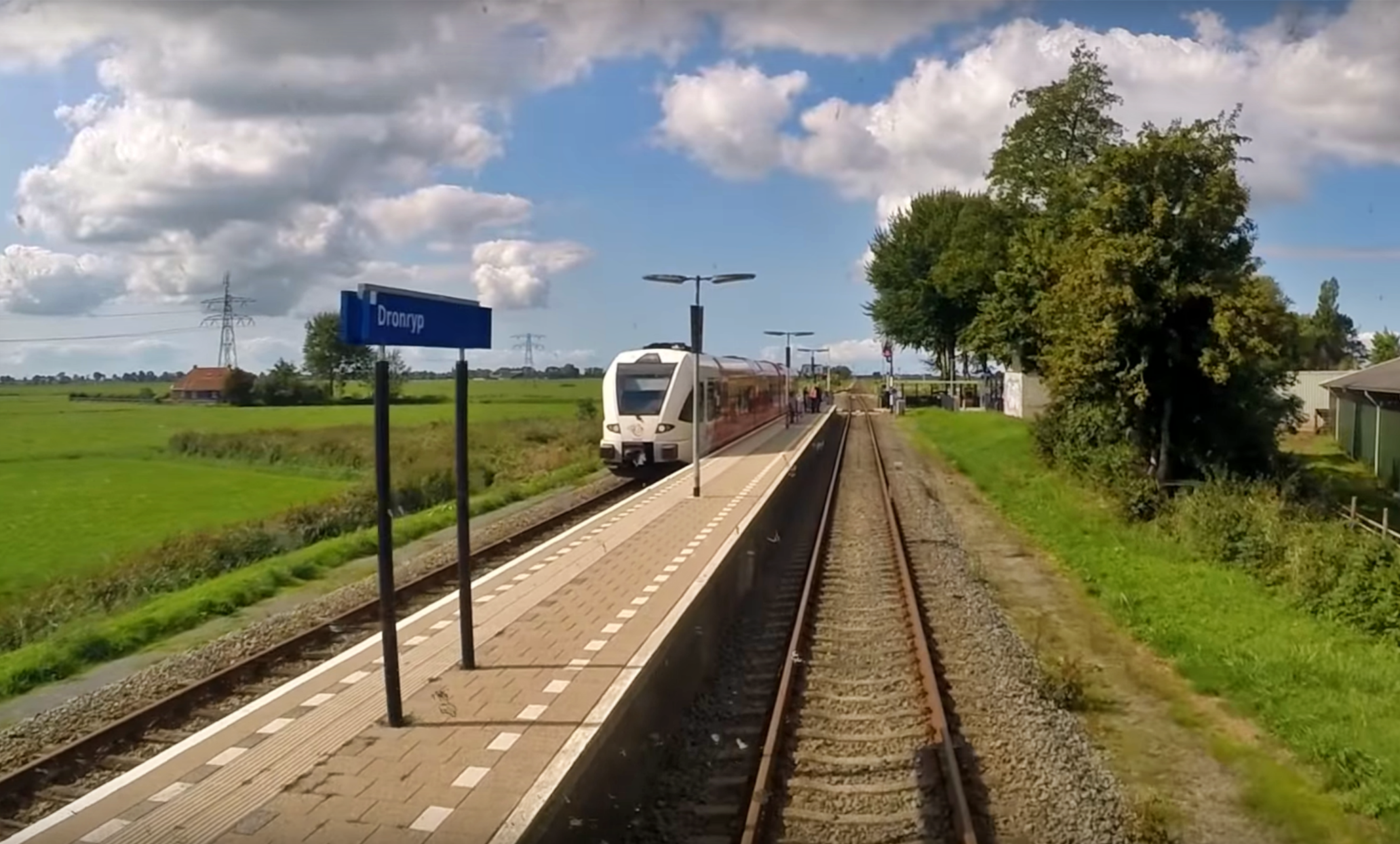
Rode Arriva GTW op het station
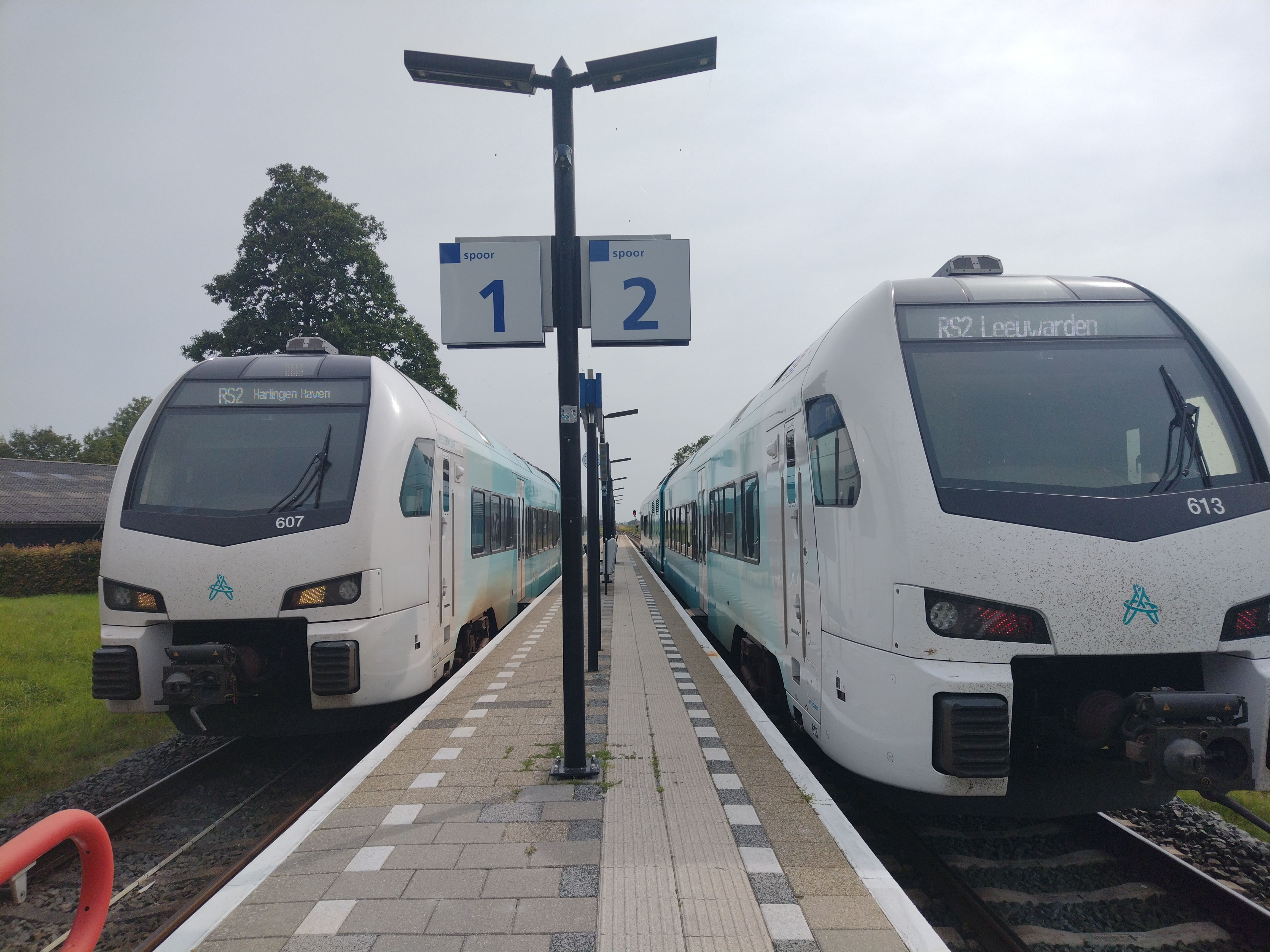
Twee Arriva WINK's op het station

## Verbindingen
Het station wordt in 2025 bediend door de volgende treinserie:
| Serie      | Treinsoort         | Route                                  | Bijzonderheden |
| ---------- | ------------------ | -------------------------------------- | -------------- |
| 37200 RS 2 | Stoptrein (Arriva) | Leeuwarden – Dronryp – Harlingen Haven |                |

−0,2: Harlingen Haven ·
1,1: Harlingen ·
9,6: Franeker ·
15,5: Dronryp ·
21,9: Deinum ·
24,9: Leeuwarden ·
28,0: Achter de Hoven ·
29,7: Leeuwarden Camminghaburen ·
31,3: Ouddeel ·
34,4: Tietjerk ·
36,1: Hurdegaryp ·
40,2: Feanwâlden ·
43,6: De Westereen ·
46,8: Wildpad ·
47,3: Veenklooster-Twijzel ·
50,9: Buitenpost ·
57,8: Visvliet ·
61,9: Grijpskerk ·
68,7: Zuidhorn ·
72,2: Den Horn ·
75,3: Hoogkerk-Vierverlaten ·
80,4: Groningen ·
82,0: Groningen Europapark ·
88,4: Westerbroek ·
92,4: Kropswolde ·
93,7: Martenshoek ·
95,6: Hoogezand-Sappemeer ·
97,2: Sappemeer Oost ·
98,0: Scholte ·
102,2: Zuidbroek ·
109,7: Scheemda ·
111,5: Heiligerlee ·
114,6: Winschoten ·
121,9: Ulsda ·
126,8: Bad Nieuweschans
Akkrum ·
Buitenpost ·
De Westereen ·
Deinum ·
Dronryp ·
Feanwâlden ·
Franeker ·
Grou-Jirnsum ·
Harlingen ·
-Haven ·
Heerenveen ·
Hindeloopen ·
Hurdegaryp ·
IJlst ·
Koudum-Molkwerum ·
Leeuwarden ·
-Camminghaburen ·
Mantgum ·
Sneek ·
-Noord ·
Stavoren ·
Wolvega ·
Workum
Voormalige stations: zie de lijst van voormalige spoorwegstations in Friesland